# Рожков, Андрей Александрович
Андрей Александрович Рожков (род. 26 января 1970 года) — советский спортсмен-саночник, бронзовый призёр Чемпионата мира по санному спорту (1990), серебряный призёр Чемпионата СССР (1990) и Спартакиады народов РСФСР (1989), победитель этапа кубка СССР (1989), Мастер спорта СССР (1988).

## Биография
Воспитанник Специализированной Детской Юношеской Спортивной Школы Олимпийского Резерва «ОГОНЕК», г. Чусовой, Пермский Край. Занимался в секции санного спорта с 1980 г. по 1993 г. Первый тренер: Остапенко Владимир Евгеньевич, Чикишев Игорь Николаевич. Выступал за спортивное общество «Динамо». Неоднократный победитель и призёр Всесоюзных и Международных соревнований. В 1988 г. присвоено звание «Мастера спорта СССР» по санному спорту. Член сборной команды страны с 1985 по 1993 г. (Юношеская сборная 1985 г.-1986 г., Молодёжная сборная 1986 г. — 1988 г., Основной состав сборной СССР 1988 г. — 1993 г.,) 4 сентября 1991 г. на тренировочном сборе в г. Алушта, в составе Олимпийской сборной команде СССР (подготовка к Олимпиаде в г. Альбервиль, Франция, 1992 г.), получил серьёзную травму ноги и выбыл из тренировочного процесса, что впоследствии явилось причиной окончания спортивной карьеры. В 1985 г. в г. Цесис, Латвия, на Чемпионате СССР среди Юниоров установил рекорд трассы с результатом в (44,835 сек.) В 1989 г. в г. Чусовой, Пермский Край, на Спартакиаде народов РСФСР в 1989 г. установил рекорд трассы с результатом в (45,000). Серебряный призёр Всесоюзных Юношеских Спортивных играх среди Молодёжи в 1988 г. в г. ., Победитель Всесоюзных Юношеских Спортивных играх среди Молодёжи в 1989 г. в г. Чусовом. Победитель соревнований ветеранов по санному спорту в (г. Чусовом 2007, 2009 г.)

## Спортивные достижения
Бронзовый призёр Чемпионата мира по санному спорту 1990 г. в г. Калгари (Канада). Серебряный призёр Чемпионата СССР 1990 г. в г. Сигулда (Латвия), Победитель Этапа кубка СССР 1989 г. в г. Сигулда (Латвия), Серебряный призёр Спартакиады народов РСФСР 1989 г. в г. Чусовой (Пермский Край).